# مارا جونز
مارا جونز هي مجدفة كندية، ولدت في 9 أغسطس 1974 في ريتشموند هيل في كندا.

## وصلات خارجية
- مارا جونز على موقع الاتحاد الدولي للتجديف (الإنجليزية)
- مارا جونز على موقع اللجنة الأولمبية الدولية (الإنجليزية)
- مارا جونز على موقع أوليمبيديا (الإنجليزية)
- مارا جونز على موقع اللجنة الأولمبية الكندية (الإنجليزية)